# Strogo nadzorovani vlaki
Strogo nadzorovani vlaki (češko Ostře sledované vlaky) je češkoslovaški komično-dramski film iz leta 1966, ki ga je režiral Jiří Menzel in velja za enega najbolj znanih del češkoslovaškega novega vala. Scenarij je napisal Jiří Menzel in temelji na istoimenskem romanu Bohumila Hrabala iz leta 1965. V glavnih vlogah nastopajo Václav Neckář, Jitka Bendová, Josef Somr, Vlastimil Brodský in Vladimír Valenta. Film je zgodba o odraščanju mladega Miloša Hrme (Neckář), zaposlenega na železniški postaji v času nacistične okupacije Češkoslovaške med drugo svetovno vojno. Film je producirala družba Barrandov Studios, snemanje je potekalo v osrednjebohemski regiji. 
Film je bil premierno prikazan 18. novembra 1966 v češkoslovaških kinematografih, v tujini pa leta 1967. Naletel na dobre ocene kritikov in bil tudi finančno uspešen, v Severni Ameriki je s prodajo vstopnic za kinematografe prinesel 1,5 milijona USD. Na 40. podelitvi je bil kot drugi češkoslovaški film nagrajen z oskarjem za najboljši tujejezični film, kot prvi je dve leti prej nagrado osvojil film Trgovina na glavni ulici. Ob tem je osvojil veliko nagrado na Mednarodnem filmskem festivalu Mannheim-Heidelberg ter bil nominiran za nagradi BAFTA za najboljši film in zvok, nagrado Ameriškega ceha režiserjev za izjemne dosežke v filmski režiji ter zlati globus za najboljši tujejezični film.

## Vloge
- Václav Neckář kot Miloš Hrma
- Vlastimil Brodský kot svetnik Zednicek
- Jitka Bendová kot sprevodnik Máša
- Josef Somr kot dispečer Hubička
- Libuše Havelková kot žena vodja postaje
- Vladimír Valenta kot vodja postaje
- Jitka Zelenohorská kot telegrafist Zdenička
- Naďa Urbánková kot Viktoria Freie
- Jiří Menzel kot dr. Brabec